# Felisa Munárriz Armendáriz

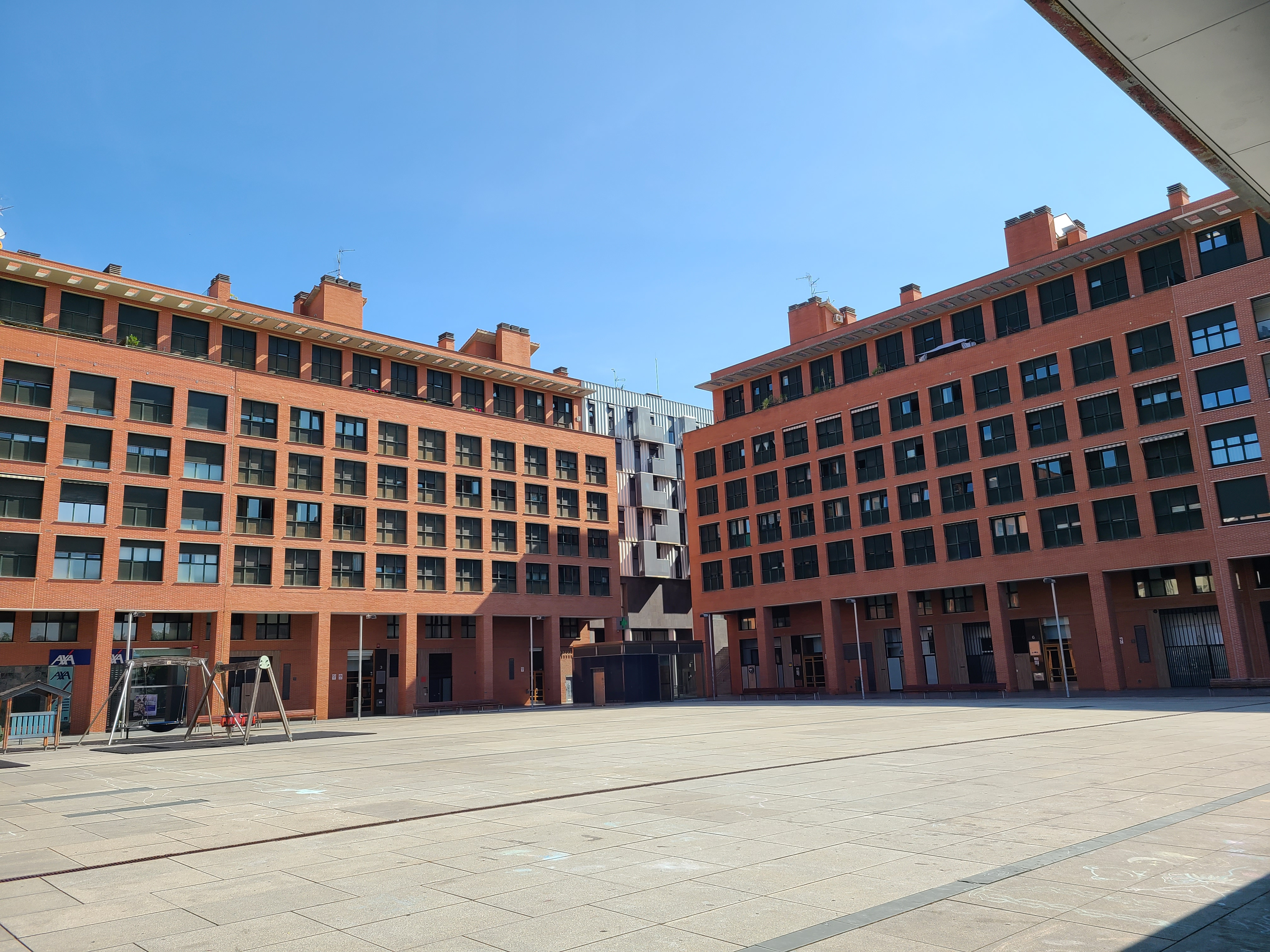
Plaza en Pamplona dediada a Felisa Munárriz

Felisa Munárriz Armendáriz (Pamplona, 2 de mayo de 1892 – Pamplona, 13 de noviembre de 1977) fue una cantante soprano navarra.

## Biografía
Hija de Francisco Munárriz y Francisca Armendáriz, él era un carpintero de Pamplona y ella era de Tiebas. Poco se sabe de la vida personal de la cantante: que estaba soltera y vivía en la calle Ciudadela de Pamplona y que también estuvo viviendo en San Sebastián, hasta que la economía le falló y volvió a Pamplona hasta su fallecimiento en la Casa de Misericordia.
Felisa Munárriz Armendáriz, cantante soprano, comenzó sus estudios de canto con Villavella en San Sebastián, y posteriormente amplió en Italia. Actuó en diferentes teatros dando conciertos artísticos, en los cuales fue muy bien recibida, con muy buenas críticas y con un gran éxito: el Gran Casino (San Sebastián); el teatro Nuovo de Bérgamo (Italia), en el que se presentó con Tosca en 1926 y se ganó al público italiano con el popular “spartito” pucciano; el Gran Kursaal (Madrid), etc.
En el Gran Kursaal de Madrid interpretó una romanza de “Tosca”, además de una tonadilla de Granados; en la segunda parte del concierto interpretó varias composiciones de Falla, Granados y Albéniz, más otra obra de Albéniz como extra al final del concierto.
La cantante Munárriz interpretaba romanzas melódicas, trozos de ópera, canciones españolas, etc.